# Marius Neuschl
Marius Neuschl (* 3. Dezember 1986 in Sangerhausen) ist ein ehemaliger deutscher Basketballspieler. Seine letzte Station in seiner Profikarriere waren die Uni-Riesen Leipzig in der 2. Bundesliga ProB in der Saison 2010/2011. Danach spielte er nur noch im Amateurbereich beim damaligen Ausbildungsverein SSV Einheit Weißenfels.

## Karriere
Neuschl kam als Schüler in Sangerhausen mit dem Basketballsport in Berührung. Er spielte beim SSV Einheit Weißenfels und machte gleichzeitig eine Lehre zum Mediengestalter. Während eines Nominierungslehrgangs für die deutsche U20-Nationalmannschaft wurde Liviu Calin auf Neuschl aufmerksam. Danach wechselte er zu BS Energy Braunschweig und zur SG Braunschweig als Doppellizenzspieler für die 1. Basketball-Bundesliga und 2. Basketball-Bundesliga. Zu Einsätze in der ersten Liga kam er jedoch nicht. In der Saison 2007/2008 wechselte er zum USC Heidelberg in der ProA, blieb dort aber Ergänzungsspieler. 2008 schloss er sich den Uni-Riesen Leipzig für drei weitere Spielzeiten an und feierte Erfolge im Sachsenpokal und mit dem Aufstieg 2010 in die ProB. Neuschl wechselte anschließend in den Amateurbereich zum SSV Einheit Weißenfels bis zur Sason 2016/2017.